# Julia Morley
Julia Evelyn Pritchard Morley (Londres, 25 de outubro de 1939) é uma empresária, filantropa e ex-modelo britânica, que é a atual presidente da Miss World Organization, que realiza o Miss Mundo.
Ela é a viúva de Eric Morley, criador do concurso.

## Biografia
Nascida em Londres com o nome de Julia Evelyn Pritchard, ela trabalhou como modelo e conheceu Eric Morley, então diretor do Mecca Dancing, durante um evento em Leeds. Eles se casaram em 1960 e ela se envolveu com o concurso pela primeira vez apenas em 1970, mas após Eric Morrer falecer, em 2000, se tornou a diretora do concurso.
Foi pouco após a morte do marido que ela teve uma altercação com Donald Trump, então um dos donos do concurso Miss Universo. Segundo Morley, ele lhe ligou e pediu se ela estava pronta para "jogar a toalha". Sua "resposta" foi fazer um empréstimo de 5 milhões de euros para investir  na Miss World Organization.
Antes, em 1974, Morley também já havia inovado, introduzindo o Beleza com Propósito (Beauty With A Purpose), que arrecada dinheiro para ajudar crianças doentes e pobres e que, segundo o portal da revista ELLe, "ajudou a desviar a atenção do lado externo e físico da competição". Em 2009, ela também lançou o Variety International Children’s Fund, que posteriormente arrecadou mais de 400 mil dólares para projetos no Haiti em áreas como Educação e Saúde.
Em 2014 Julia também chamou atenção por decidir que a prova de maiô não seria mais realizada. "Não preciso ver uma mulher de biquíni para elegê-la Miss Mundo. Queremos ouvir sua voz", disse à época.
Em março de 2020 o Daily Mirror escreveu que ela "enfrentou o racismo para garantir que a África do Sul enviasse uma candidata negra no auge do apartheid", numa referência ao lançamento do filme Misbehavior, que conta a história dos protestos feministas no Albert Hall de Londres no concurso de 1970.

### Prêmio
Em 2016 ela recebeu o prêmio Variety Humanitarian Award.

## Nota
- Este artigo foi inicialmente traduzido, total ou parcialmente, do artigo da Wikipédia em inglês cujo título é «Julia Morley».